# Вітки (Варшавський-Західний повіт)
Вітки (пол. Witki) — село в Польщі, у гміні Блоне Варшавського-Західного повіту Мазовецького воєводства.
Населення — 97 осіб (2011).
У 1975-1998 роках село належало до Варшавського воєводства.

## Демографія
Демографічна структура станом на 31 березня 2011 року:
|          | Загалом | Допрацездатний вік | Працездатний вік | Постпрацездатний вік |
| -------- | ------- | ------------------ | ---------------- | -------------------- |
| Чоловіки | 43      | 12                 | 28               | 3                    |
| Жінки    | 54      | 15                 | 28               | 11                   |
| Разом    | 97      | 27                 | 56               | 14                   |